# Benoni Danks
Pour les articles homonymes, voir Danks.
Benoni Danks (né vers 1716 à Northampton, au Massachusetts, décédé en 1776 à Windsor, en Nouvelle-Écosse) était un officier et fonctionnaire britannique. Il est connu pour son rôle durant la guerre de Sept Ans, en particulier la déportation des Acadiens.